# Ópera do malandro (película)
Ópera do malandro es una película brasileña de 1986, de género musical, dirigida por Ruy Guerra.
Está basada en la obra de teatro homónima escrita por Chico Buarque; inspirada en The Beggar's Opera, de John Gay, y en el musical La ópera de los tres centavos, de Bertolt Brecht y Kurt Weill. Cuenta con música original compuesta por Chico Buarque.

## Sinopsis
Max Overseas es un malandro que se mueve en el Río de Janeiro de los años cuarenta, en cabarets y tabernas del barrio de Lapa y mantiene una relación con la prostituta Margot (Elba Ramalho). Hasta que aparece Ludmila, hija de Otto Struedel, que pretende ingresar al negocio del contrabando.

## Reparto
| Actor               | Personaje         |
| ------------------- | ----------------- |
| Edson Celulari      | Max Overseas      |
| Cláudia Ohana       | Ludmila Struedel  |
| Elba Ramalho        | Margot            |
| Fábio Sabag         | Otto Struedel     |
| J. C. Violla        | Geni              |
| Wilson Grey         | Sátiro            |
| Maria Sílvia        | Victoria Struedel |
| Ney Latorraca       | Tigrão            |
| Cláudia Jiménez     | Fiorella          |
| Andréia Dantas      | Fichinha          |
| Ilva Niño           | Dóris             |
| Zenaide             | Dorinha Tubão     |
| Djenane Machado     | Shirley Paquete   |
| Katia Bronstein     | Mimi Bibelô       |
| Lutero Luiz         | Porfírio          |
| Bernard Seygnoux    |                   |
| Conceição Senna     |                   |
| John Doo            |                   |
| Paulo Henrique      |                   |
| Mauro Gorini        |                   |
| Carlos Loffler      |                   |
| Candido Damm        |                   |
| Angel Morsi         | Prostituta        |
| Ângela de Castro    | Prostituta        |
| Denise Telles       | Prostituta        |
| Letícia B. de Mello | Prostituta        |
| Lia Rodrigues       | Prostituta        |
| Valéria Rowena      | Prostituta        |

- Datos: Q10396508